# Sinagoga Ohel Yitzchak
La sigagoga Ohel Yitzchak, (conosciuta anche come Shomrei HaChomos o Ungarin Shul), si trova nel quartiere musulmano della Città Vecchia di Gerusalemme. Fu costruita come yeshivah nel 1870 dal kollel Shomrei HaChomos, un'organizzazione di ebrei ungheresi. Fu abbandonata durante la Grande rivolta araba nel 1936. Sebbene l'edificio sia stato distrutto dopo il 1948, fu successivamente acquistato da un gruppo religioso sionista e riaperto al termine dei lavori di restauro nell'ottobre 2008.

## Storia
Nel 1862 gli studenti del rabbino Chasam Sofer, giunsero a Gerusalemme dall'Ungheria e fondarono una comunità chiamata Shomrei HaChomos, che significa Guardiani delle Mura. Nel 1870 costruirono una yeshivah situata vicino alla Porta delle Catene, nell'odierno quartiere musulmano. Il rabbino Yitzchok Ratsdorfer, un commerciante di diamanti, finanziò l'edificio.
Nel 1892 la comunità fondò un quartiere fuori dalle mura della Città Vecchia chiamato Batei Ungarin, parte del più ampio quartiere ora noto come Mea Shearim. Nel 1904 iniziarono i lavori per l'aggiunta di un piano ulteriore che avrebbe ospitato due sale di preghiera, una per i Chasidim e una per il Perushim ed un mikveh. Durante i lavori, le autorità ottomane proibirono l'ampliamento, in quanto il tetto dell'edificio sarebbe stato più alto della Cupola della Roccia. I lavori furono così completati nottetempo: la legge turca stabiliva che una volta eretto un edificio, non poteva più essere demolito.
Nonostante le rivolte del 1929, gli studenti continuarono a frequentare la yeshivah fino alle rivolte del 1936 quando i membri si trasferirono a Mea Shearim e l'edificio fu messo in affitto.
Nel 1967, dopo la Guerra dei sei giorni, dell'edificio era rimasto intatto solo il piano terra, che fu trasformato in una libreria ebraica.
Anni dopo, l'organizzazione religiosa sionista Ateret Cohanim incoraggiò l'uomo d'affari ebreo americano Irving Moskowitz ad acquistare l'edificio. Moskowitz nominò la Western Wall Heritage Foundation per la gestione della sinagoga. Nell'ottobre 2008 la yeshiva è stata ufficialmente riaperta come sinagoga.